# Bactrocera trimaculata
Bactrocera trimaculata är en tvåvingeart som först beskrevs av Hardy och Adachi 1954.  Bactrocera trimaculata ingår i släktet Bactrocera och familjen borrflugor. Inga underarter finns listade.